# Jean-Adrien Mercier
Pour les personnes ayant le même patronyme, voir Mercier.
Jean Adrien Mercier, né le 12 août 1899 à Angers, mort le 15 mai 1995 à Sainte-Gemmes-sur-Loire au château de Châteaubriant, est un peintre, affichiste et illustrateur français.

## Biographie

### Origine familiale
Jean-Adrien Mercier est le fils de Maurice Mercier et de Geneviève Catherine Cointreau.
Son père Maurice Mercier est peintre verrier. Sa mère est la descendante d'Edouard Cointreau, qui en 1849 avait exploité la recette du guignolet, et fille d'Edouard Cointreau, l'inventeur du Triple sec Cointreau.
Maurice Mercier disparait brutalement le 11 avril 1906 d'une typhoïde brutale. Il avait à son actif plusieurs réalisations notables : des vitraux à l'Église Notre-Dame-des-Victoires d'Angers, ainsi que plusieurs dans diverses églises et châteaux de la région Angevine, ainsi que les verrières de la Cathédrale Saint-Joseph de Hanoï. Il aimait également peindre à l'huile et à l'aquarelle sur le motif.

### Études artistiques
À l'instar de son père, Jean-Adrien débute très tôt la peinture à l'huile et l'aquarelle, tout en suivant ses études au Lycée David d'Angers : Petit-Lycée dès 1906, puis Lycée à partir de 1910. Il fit la connaissance de Géo Ham, qui il deviendra le guide et le conseiller.
À l'été 1914, il part avec son frère Jacques en vacances dans une famille d'Écosse. Surpris par la déclaration de la Première guerre mondiale, ils continuèrent leurs études à la Royal Scottish Academy d'Edimbourg. Rentré en France en 1915, il poursuit sa scolarité à Paris : Ecole Pascal comme pensionnaire, puis Lycée Janson-de-Sailly où il obtient son baccalauréat en 1917.
En 1918, il effectue son service militaire à Nantes, puis à Paris. Après son temps légal, il est mobilisé quelques mois comme dessinateur au service de santé du Fort de Vanves, où il est spécialisé dans le dessin et la fabrication de membres de bois pour les infirmes de la Grande Guerre.
De retour à la vie civile, démobilisé en 1920, il décide, avec le soutien de sa mère de continuer sa formation artistique en rejoignant l'École régionale des beaux-arts d'Angers sous la direction de Charles Berjole. Grâce à ce dernier, il faut connaissance du peintre Armand Guillaumin, avec qui il réalise dans la Creuse ses premières toiles. A cette époque, il se lie aussi d'amitié avec Constant Le Breton.
Il rejoint en 1921 sa mère à Paris, dans l'ancien appartement de Marcel Proust où la famille s'est installée. Il entre ensuite sous le conseil de Jean-Gabriel Domergue en 1921 à l'École nationale supérieure des arts décoratifs de Paris.
L'école est alors dirigé par Eugène Morand, et il a comme professeurs Adrien Bruneau, Paul Renouard, Raymond Legueult. Il complète sa formation à l'Ecole Estienne en cours du soir, pour la gravure sur bois, et perfectionne sa pratique de la lithographie avec Bernard Naudin. Il s'initie à la pointe sèche et à l'eau-forte à l'imprimerie de la Tradition.
Il continue aussi de peindre, en menant toute sa vie en parallèle une carrière de peintre. Il a aussi la chance de connaître à cette époque les illustrateurs de mode avecle couturier Paul Poiret : Charles Martin, André Édouard Marty, Georges Barbier, Benito, Pierre Brissaud, et Georges Lepape qu’il admire particulièrement.

### Premières réalisations
Après 3 ans d'études et sa sortie de l’École des arts décoratifs en 1923, les commandes affluèrent.
Il effectue ses premières affiches lithographiques pour Marcel Valotaire, où il adapta le style art-déco au commerce local. Jean-Adrien Mercier entre à la Guilde des artistes angevins, créée par le poète patoisan angevin André Bruel.
Il travaille pour les éditions du Bibliophile angevin également fondées par André Bruel, illustrant de gravures sur bois L’Entarr’ment du père Taugourdeau de Marc Leclerc.
À l'issue d'un concours, il réalise l'affiche de la première foire-exposition d'Angers en 1924. Il réalise aussi plusieurs créations pour divers commerçants de la ville d'Angers, marchands de chaussures, coiffeurs, armuriers, tailleurs, restaurants, hôtels, dancing et fabricants de meubles ou de cycles
Vendre, la revue parisienne de la publicité et de la vente reproduit et commente ses premières affiches. Mercier commence sa carrière comme affichiste pour le cinéma et la publicité, avant de devenir plus tard directeur artistique de la maison Cointreau, sa mère étant une petite-fille du fondateur de cette société et fille du créateur du triple-sec Cointreau.
En 1924, il travaille dans son atelier du 11, rue des Sablons dans le XVIe arrondissement de Paris, où il aura le plaisir d'accueillir Foujita.

### Cointreau
Pour la firme, il rénova l'image du célèbre Pierrot, crée par Tamagno, et dessina la silhouette d'un Polonais pour le Kummel Cursky, lancé par la même maison. Valotaire publia alors une carte postale publicitaire pour promouvoir à la fois la marque, l'éditeur, et l'affichiste. Cela ne favorisera pas la collaboration avec Cointreau, la firme familiale, qui ne reprendra que dix ans plus tard.

### Publicité
L'éditeur Publicité-Vox fait appel à ses services, où il réalise différentes affiches publicitaires. Il travaille ensuite début 1927 pour l'agence Lutécia. Ses contributions ne passent pas inaperçues et nombre d'entre elles sont reproduites dans la presse et à l'étranger.
Il va alors dessiner de très nombreuses affiches publicitaires, notamment pour Cointreau, marque à laquelle il collaborera de 1934 à 1965. La publicité est séduite par son talent : il conçoit entre 1924 et 1983 près de 200 affiches pour les plus grandes marques, pour des spectacles… :  Automobiles Unic, Lampes Osram, Chocolat Menier (pour les albums), Foire de Marseille, de Dijon, d’Angers, Cotton Club, Concert Mayol, Confitures Tilloy, Appareils Thermor, Anis Berger, Lefevre-Utile et son petit beurre, Cirque Medrano, Timbre antituberculeux.

### Vie familiale
Il épouse le 27 juin 1927 Yvonne Delfandre, une jeune fille d'Angers, originaire du Nord de la France, qui sera son inspiratrice et son modèle. Il quitte alors son atelier pour rejoindre le domicile familial de Paris. Sa fille Sylvie est née en 1934, et sera comme sa mère son inspiratrice et son modèle. Elle fera des études musicales, et sera Premier prix du Conservatoire de Paris, élève de Wilhelm Kempff, pianiste internationale. S'intéressant notamment au milieu du Cirque et des arts, elle deviendra photographe et peintre professionnel. Son nom d'artiste est Sylvie Mercier de Flandre. En mai 2018, La justice enquête sur des soupçons de captation dans le patrimoine de la fille du peintre Jean-Adrien Mercier.

### Cinéma

#### Affiches de film
En 1924, alors qu'il travaillait pour Valotaire et ses clients d'Angers, il se voit confier sous la direction de Lazare Meerson, la conception des décors du film Les Aventures de Robert Macaire de Jean Epstein, production Albatros, dont à la fin du film il réalise l'affiche, qui marque le début de sa carrière d'affichiste.
De 1925 à 1943, il réalise plus de cent vingt affiches de cinéma, travaillant pour les plus grands metteurs en scène de l'époque : Jean Renoir, Abel Gance, René Clair, Sacha Guitry, Alberto Cavalcanti, Henri Diamant-Berger, Carl-Theodor Dreyer, 
Jean Epstein, Jacques Feyder, Marcel L’Herbier, Anatole Litvak, Wilhelm Pabst, Jean Renoir, David O. Selznick, Maurice Tourneur etc
Il travaille aussi pour la firme Société des films sonores Tobis de 1931 à 1936. Son œuvre commence à l'apogée du cinéma muet, pour se terminer lors de l'Occupation, avec l'arrivée de la photographie et du photomontage. La production de Mercier, par ses qualités va servir la cause du cinéma français et marquer brillamment son époque.

#### Façades de Cinéma
Lors de la présentation des films en exclusivité, il a réalisé la décoration de certaines façades, notamment pour La Terre qui meurt en 1936 au Cinéma Madeleine, pour Trois valses en 1938 au cinéma Marignan et pour Louise en 1939 au cinéma Paramount.

#### La Cinématographie
Des illustrations ont régulièrement été commandées à Mercier pour la revue La Cinématographie française, pour la promotion de divers films.

### Illustrations
À la fin des années 1930, il aborde l'illustration de contes pour enfants. À la suite de la diminution de son activité d'affichiste de cinéma, il participe à des commandes d'entreprises régionales, et des laboratoires pharmaceutiques pour lesquels il réalise des encarts de grande qualité. Son talent d'illustrateur apparaît aussi pour L'Illustration où à la demande de Jacques Baschet, il réalise la mise en page du conte de Noël d'Albéric Cahuet en 1938. Sa méthode de travail était simple : quand on lui commandait une affiche par téléphone, il la concevait aussitôt, sans voir le film.

### Seconde Guerre mondiale
Quand la guerre survient, il rejoint le 9e section d'infirmiers militaires à Châteauroux comme sergent. Il aide la femme du préfet Raoul Grimal dans l'organisation des secours pour la Croix Rouge, et décore le foyer des soldats de sa caserne. Il dessine alors quelques affiches de propagande pour le Comité d'action pour l'Armement, la Fédération des Anciens Combattants d'Indre-et-Loire, et l'Union des femmes de France.
En 1940, après l'armistice, il est l'auteur de deux affiches pour le Commissariat général à l'éducation générale des sports du régime de Vichy, dirigé alors par Jean Borotra, dont Le Salut olympique,. Le message officiel est de promouvoir une vie saine et aérée, dans le cadre du programme du maréchal Pétain : "Travail, Famille, Patrie".
Décorateur, il exécute pour Jacques Hébertot le décor de L’Idiot du village, premier spectacle donné à l’ouverture de son théâtre des Batignolles en décembre 1940.
Il rejoint sa famille à Saint-Enogat, près de Dinard, où il avait acheté une maison deux ans auparavant et rompit partiellement avec ses anciennes activités. Il illustre à nouveau en 1941 le conte de Noël de Pierre Valmigère publié dans l'Illustration, et effectue en 1943 sa dernière affiche de cinéma pour Goupi Mains Rouges de Jacques Becker. Il dessine encore deux affiches à caractère social pendant l'Occupation : l'une pour le Comité Angevin d'aide aux prisonniers en 1943 et l'autre pour les inciter les paysans français à cultiver les oléagineux.
En retraite volontaire et en activité limitée, en 1942, il illustre des contes pour sa fille Sylvie qui paraissent aux Éditions Marcus de Nantes. Il publie une affiche en 1944 pour le Mouvement de Libération Nationale.

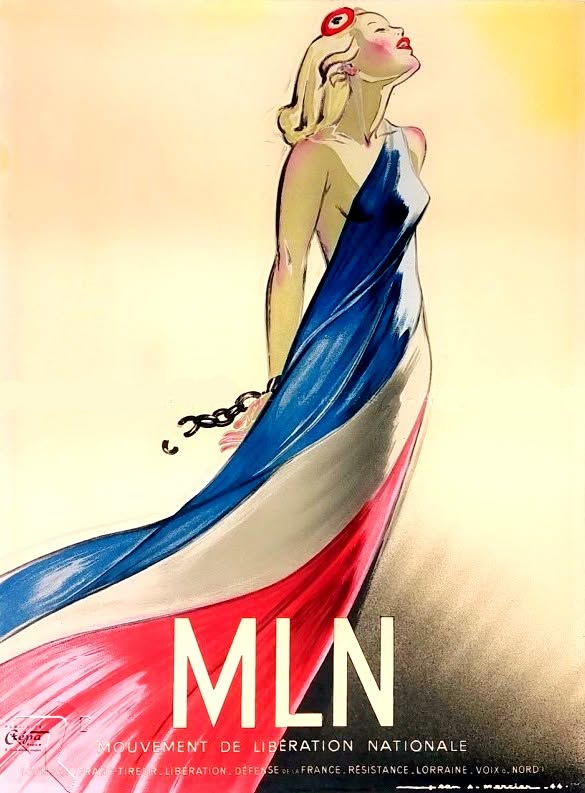
Jean-Adrien Mercier, M.L.N., 1944

L’éditeur Renson, Pathé-Marconi et Addès lui confient l’illustration des albums de disques de vieilles chansons françaises et des fables de Jean de La Fontaine. Il rencontre Colette en 1944 et crée pour elle les lithographies originales de La Chatte.
De 1945 à 1947, il partage son temps entre la France et les États-Unis, où il rencontre Walt Disney. Il y réalise une série d’illustrations sur le thème des provinces françaises et de leurs costumes pour l’épouse du sénateur William A. Clark.

### Années 1950-90
Son intérêt pour l'illustration, se combina à la fin de la guerre avec une activité d'affichiste publicitaire permanente, mais réduite. Tout en continuant à travailler pour Cointreau, il réalisa des livres de bibliophiles.
Dans les années 1950 il illustre une série d' agendas de l'eau pour la Chambre syndicale des fabricants de tuyaux en fonte,décorés d'illustrations thématiques autour de l'eau (Versailles, châteaux d'eau, fonte au service de l'homme, etc).
En 1961, la Compagnie générale transatlantique lui commande la décoration de la salle de jeux des enfants du paquebot France, puis l'illustration des menus de la Compagnie générale transatlantique qui seront diffusés dans le monde entier.
En 1983, il perd son épouse. Il fait la connaissance de Jacques Chauffournier, qui deviendra son ami et l'aidera à mettre davantage son œuvre en valeur. Une jeune admiratrice Dominique Chéné-Rome qui collectionne son œuvre imprimée, commence à la seconder dans le classement de ses archives.
À 80 ans, il se lance dans l'aventure du décor sur céramique, grâce à Paul Maudonnet. Il dessine pour Villeroy et Boch un service de table ayant pour thème le Ballon, pour la commémoration du deuxième centenaire de la montgolfière, puis l'année suivante sur le cirque.
À la fin de sa vie, en 1987, il dessine le vitrail de la Chapelle du Château du Plessis-Macé, réalisé par le maître-verrier Rollo, renouant avec l'art de son père, à la demande du Conseil Général du Maine-et-Loire.

### Postérité
En 1989, il est nommé Commandeur des Arts et des Lettres, avec des insignes remis par Jean-Claude Brialy.
Jean-Adrien Mercier a réalisé une quantité de réalisations : affiches, recueil de chansons, livres illustrés, albums, vignettes, brochures à découper ou à colorier, menus pour le paquebot France, catalogues, encarts publicitaires, jeux, cartes de vœux, calendriers, aquarelles...
Membre de la SPADEM depuis sa création, il est vice-président des Créateurs publicitaires et Affichistes de cinéma à la Fédération de la publicité, membre des Douze Imagiers de France et de l'Académie de l’Affiche. Il obtient en 1974 la médaille d’argent des Artistes français.
Il décède au terme d'une longue maladie, deux semaines seulement avant que soit inaugurée l'exposition rétrospective organisée par la Bibliothèque Forney. Trois ans après sa mort, l'État fait l'acquisition de 94 affiches lithographiques et d'une dizaine d'aquarelles.
En janvier 2008 la ville d'Angers reçoit un don de 60 œuvresde l'artiste par sa fille Sylvie Mercier, également peintre, destiné aux archives municipales.

## Distinctions
- Commandeur de l'ordre des Arts et des Lettres[39]

## Collections publiques
- Paris, Bibliothèque nationale de France
- Paris, Bibliothèque du film
- Paris, musée de la publicité
- Paris, bibliothèque Forney
- Musée des beaux-arts d'Angers
- Archives patrimoniales d'Angers
- Bibliothèque municipale d'Angers

## Illustrations
- Marc Leclerc, L’Entarr’ment du père Taugourdeau, 1923
- Gustave Droz, Un été à la campagne, 1928
- Pierre Benoit, L'Auto, 1929
- Andrea de Nerciat, Mon noviciat, ou Les joies de Lolotte, 1932
- Mirabeau, Le Rideau levé ou l'Education de Laure, 1933
- Léon Lascoutx, Tome VIII, 1937
- Frédéric Soulié, Le Lion amoureux, La tradition, 1937
- Francis Gourvil, Les Poupées de Bretagne marque de fabrique, Les poupées Le Minor, Pont-l'Abbé, 1939
- Bernard Roy, Diki le rouge-gorge enchanté, Marcus, 1942
- Bernard Roy, Les trois papillons roses, Marcus, 1942
- Le Retour de l'hirondelle, Marcus, 1942
- Sylvie et Jackie, Marcus, 1941
- Le rêve de Jean-François, Marcus, 1943
- Guy des Cars, Toni, roi du cirque, Marcus, 1944
- Colette, La Chatte, 1944
- Jean de La Varende, Le Saint-Esprit de Monsieur de Vaintimille, Beuchet et Vanden Brugge, 1944
- M.T.M. Contes de ma mie " Anémone au pays des Étoiles ", Marcus Éditeur, Paris, 1946
- Les Métamorphoses d'Ovide, La Frégate, 1946
- Les nuits, de Musset, Piazza, 1946
- Marcel Chouanne, Les Tanneries Angevines, Beuchet et Vanden Brugge, 1947
- Monseigneur Grente, La Sainte Vierge Marie, illustrations de Jean A. Mercier, Étienne Marcus Éditeur, Paris, 1947
- Une porte de l'Europe, Nantes, pour le Rotary-Club, Beuchet et Vanden Brugge, 83 planches illustrées dont vingt par Jean-Adrien Mercier, 1951
- Nos Vieilles chansons, Les Flots Bleus, Beuchet et Vanden Brugge, 1953
- Il était une fois, Les beaux livres à Monaco, Beuchet et Vanden Brugge, 1953
- Georges Grente, Notre Seigneur Jésus-Christ, 1955
- Chansons d'hier et d'aujourd'hui, Odège, 1962
- Dorat, Les égarements de Julie, 1968
- Chansons par-ci, Rondes par-là, album-disque 45tours, Spadem, coll. « Les Enfants Sages », 1971
- Henri Enguehard, Roi René, P. Petit, 1975.
- Jean Adrien Mercier, La Loire enchantée, 1986
- Georges Vatan, En noir et en couleurs, 1990
- Jean Adrien Mercier, Rêves, 1990
- Georges Vatan, Arc en ciel, 1993

### Affiches de cinéma
- 1928 : La Passion de Jeanne d'Arc, de Carl Theodor Dreyer
- 1931 : À nous la liberté,  de René Clair
- 1932 : Quatre de l'aviation, de George Archainbaud
- 1934 : Lac aux dames, de Marc Allégret
- 1935 : 
  - Le Dernier Milliardaire, de René Clair
  - L'Équipage, d'Anatole Litvak
- 1936 : Les Bas-fonds, de Jean Renoir
- 1946 : L'Homme du jour, de Julien Duvivier